# Sphaeriestes exsanguis
Sphaeriestes exsanguis is een keversoort uit de familie platsnuitkevers (Salpingidae). De wetenschappelijke naam van de soort werd in 1869 gepubliceerd door Elzéar Emmanuel Arène Abeille de Perrin.